# Naomi Stevens
Pour les articles homonymes, voir Stevens.
Naomi Stevens est une actrice américaine née le 29 novembre 1925 à Trenton, dans le New Jersey (États-Unis) et morte le 13 janvier 2018.

## Filmographie
- 1958 : L'Orchidée noire (The Black Orchid) : Guilia Gallo
- 1960 : La Garçonnière (The Apartment) : Mrs. Mildred Dreyfuss
- 1962 : Convicts 4 de Millard Kaufman : Resko's Mother
- 1965 : Gare à la peinture (The Art of Love) : Mrs. Sarah Fromkis
- 1965 : The Jack Benny Hour (TV)
- 1966 : Une rousse qui porte bonheur (Frankie and Johnny) : Princess Zolita
- 1967 : La Vallée des poupées (Valley of the Dolls) : Miss Steinberg
- 1968 : To Die in Paris (TV) : Mama Dendier
- 1968 : Buona sera Madame Campbell (Buona Sera, Mrs. Campbell) : Rosa
- 1968 : Doris Day comédie ("The Doris Day Show") (série TV) : Juanita (1968-1969)
- 1970 : Le Maître des îles (The Hawaiians) : Queen Liliuokalani
- 1970 : The Old Man Who Cried Wolf (en) (TV) : Mrs. Raspili
- 1971 : Sarge (en) (TV) : Mama Bain
- 1972 : Les Rues de San Francisco (TV) : Mrs. Saretti
- 1973 : Fly Me (en) : Mother
- 1973 : My Dad Lives in a Downtown Hotel (TV)
- 1973 : Superdad : Mrs. Levin
- 1974 : 120 degrés Fahrenheit (en) (Heat Wave!) (TV) : Lady in Laundromat
- 1975 : The Montefuscos (en) (série TV) : Rose Montefusco
- 1975 : Le Bagarreur (Hard Times) : Madam
- 1975 : La Cité des dangers (Hustle) : Woman Hostage
- 1977 : The Absent-Minded Waiter : Naomi
- 1978 : Le Pirate (en) (The Pirate) (TV) : Farida
- 1979 : The Triangle Factory Fire Scandal (en) (TV) : Mrs. Goldstein
- 1978-1979 : Vega$ (TV) : Sgt. Bella Archer
- 1987 : Les Dents de la mer 4 (Jaws: The Revenge) : Additional Voices (voix)
- 1988 : Baby M (TV) : Lady in Airport
- 1988 : To Heal a Nation (TV) : Woman [Sam's Mother at Wall]